# Gran Premio di Chiasso 2005
Il Gran Premio di Chiasso 2005, undicesima edizione della corsa, valido come evento dell'UCI Europe Tour 2005 categoria 1.1, si svolse il 26 febbraio 2005 su un percorso totale di circa 172,9 km. Fu vinto dal lussemburghese Kim Kirchen, che terminò la gara in 4h28'48" alla media di 38,594 km/h.
Alla partenza erano presenti 176 ciclisti: di essi 64 portarono a termine il percorso.

## Ordine d'arrivo (Top 10)
| Pos. | Corridore           | Squadra         | Tempo    |
| ---- | ------------------- | --------------- | -------- |
| 1    | Kim Kirchen         | Fassa Bortolo   | 4h28'48" |
| 2    | Giuliano Figueras   | Lampre          | s.t.     |
| 3    | Michael Rogers      | Quick Step      | s.t.     |
| 4    | Matej Mugerli       | Liquigas        | s.t.     |
| 5    | Davide Rebellin     | Gerolsteiner    | s.t.     |
| 6    | Daniele Pietropolli | Tenax           | s.t.     |
| 7    | Antonio Bucciero    | Acqua & Sap.    | s.t.     |
| 8    | Patrice Halgand     | Crédit Agricole | s.t.     |
| 9    | Sergej Lagutin      | Landbouwkrediet | s.t.     |
| 10   | Andrea Noè          | Liquigas        | s.t.     |